# Homer A. Thompson
Homer Armstrong Thompson (* 7. September 1906 in Devlin, Ontario; † 7. Mai 2000 in Hightstown, New Jersey) war ein US-amerikanischer Klassischer Archäologe kanadischer Herkunft. Er war von 1947 bis 1977 Professor für Klassische Archäologie am Institute for Advanced Study in Princeton. Einen Namen hat er sich vor allem als Ausgräber der Agora von Athen und der Pnyx, des Versammlungsorts der athenischen Volksversammlung, gemacht.

## Leben und Karriere
Nach dem Studium des Faches Classics an der University of British Columbia, das er 1925 mit dem B.A. und 1927 mit dem M.A. abschloss, erwarb Thompson 1929 seinen PhD an der University of Michigan. Hier traf er auf den Epigraphiker Benjamin Dean Meritt, auf dessen Empfehlung Thompson Mitarbeiter bei den damals neu geplanten Ausgrabungen der Agora von Athen wurde. Von 1931 an war er hier zunächst stellvertretender und dann seit 1945 kommissarischer Direktor, bevor er 1947 auch formal in dieser Position bestätigt wurde. Bis 1967 behielt er die Leitung in diesem herausragenden Forschungsprojekt, zu dem er zahlreiche bedeutende Publikationen beigetragen hat. 1934 heiratete er seine Kollegin Dorothy Burr (1900–2001), die er auf der Agora-Grabung kennengelernt hatte.
Seit 1933 war Thompson außerdem als Archäologe an der University of Toronto tätig und gleichzeitig Kurator der Klassischen Sammlungen des Royal Ontario Museum. Ein Ruf als Professor für Klassische Archäologie an das Institute for Advanced Study in Princeton befreite ihn 1947 weitgehend von seinen Lehrverpflichtungen und erlaubte es ihm, sich ganz auf seine Forschungen zur Athener Agora zu konzentrieren.
Homer A. Thompson war Mitglied der American Philosophical Society (seit 1951), der American Academy of Arts and Sciences (1957) sowie seit 1948 korrespondierendes Mitglied der British Academy und seit 1961 der Heidelberger Akademie der Wissenschaften und wurde mehrfach mit internationalen Preisen und Ehrungen ausgezeichnet, darunter 1972 mit der Goldmedaille des Archäologischen Instituts von Amerika und 1991 mit der Kenyon Medal for Classical Studies. 1979 wurde er Ehrenmitglied des Deutschen Archäologischen Instituts.

## Schriften (Auswahl)
- Buildings on the West Side of the Agora. In: Hesperia 6, 1937, S. 1–226. ISSN 1553-5622
- The Tholos of Athens and its Predecessors. Princeton 1940 (Hesperia. Supplementband IV).
- The Pedimental Sculpture of the Hephaisteion. In: Hesperia. 18, 1949, S. 230–268.
- The Odeion in the Athenian Agora. In: Hesperia. 19, 1950, S. 31–141.
- mit Richard E. Wycherley: The Agora of Athens. The History, Shape and Uses of an Ancient City Center. Princeton 1972.
- Athens Faces Advertisy. In: Hesperia. 50, 1981, S. 343–355.